# باشگاه فوتبال برکان
باشگاه فوتبال برکان (عربی: النهضة الرياضية البركانية) باشگاهی فوتبال  در کشور مراکش است.
این باشگاه در شهر برکان قرار دارد و سابقه یک قهرمانی در لیگ فوتبال مراکش و سه قهرمانی در جام کنفدراسیون آفریقا را دارد.